# Majid Bekkas
Majid Bekkas (arabisch مجيد بقاس, DMG Maǧīd Baqqās; * 1957 in Salé als Abdelmajid Bekkas) ist ein marokkanischer Musiker (Oud, Gimbri, aber auch Gesang und Gitarre), der international sowohl in der Weltmusik als auch im Jazz hervorgetreten ist.

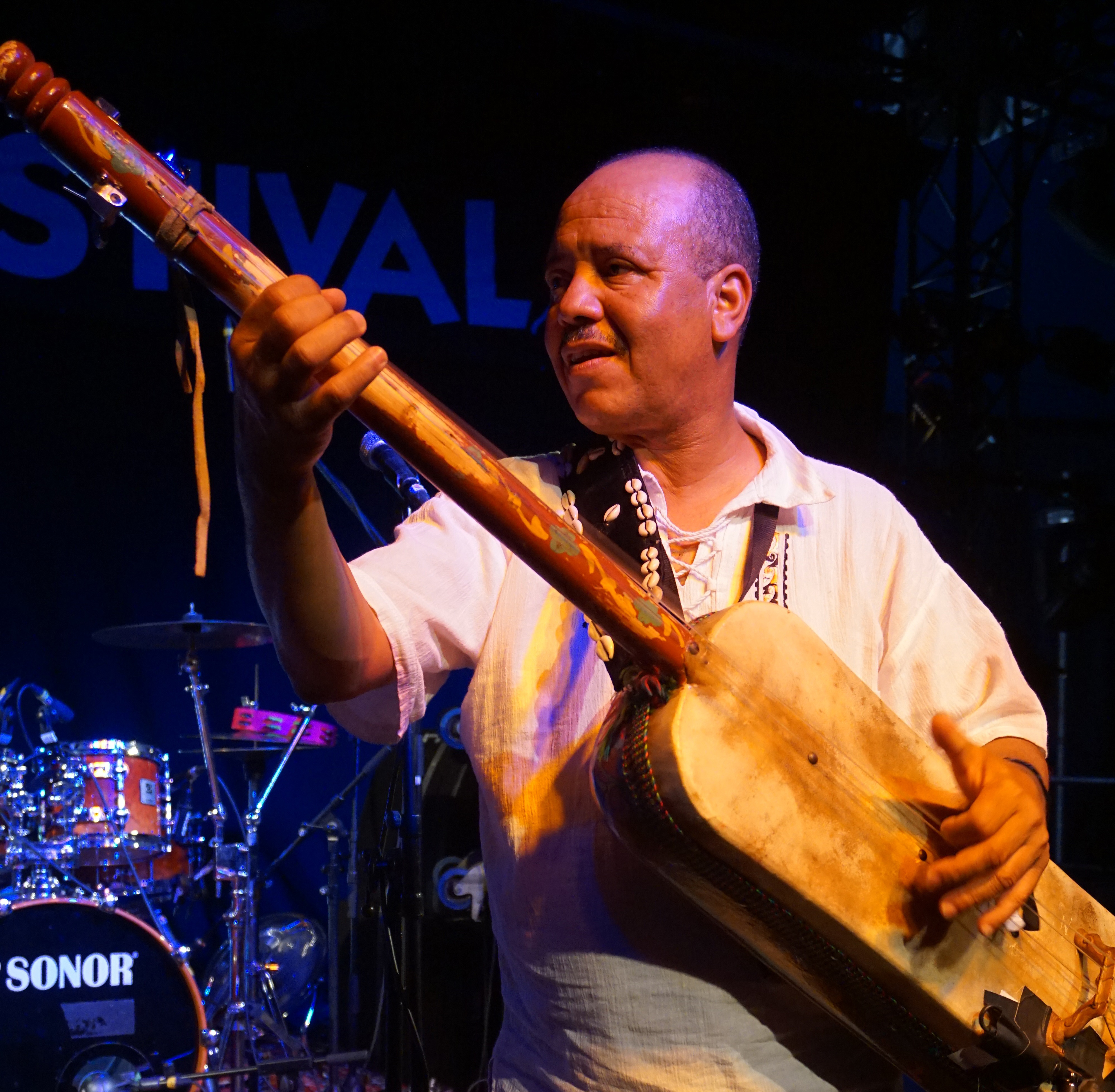
Madjid Bekkas, Africa Festival Würzburg 2015

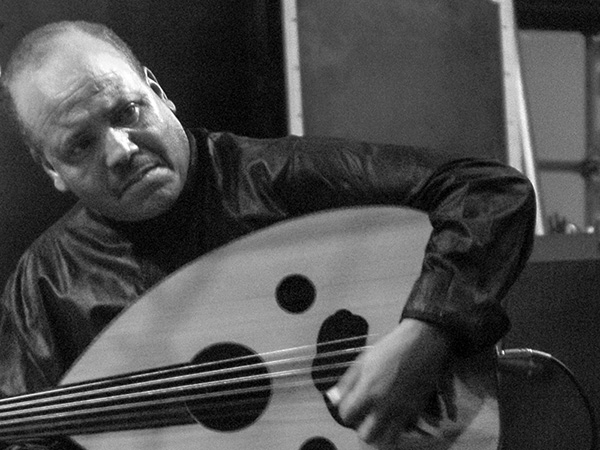
Majid Bekkas, Aarhus, Dänemark 2011

## Leben und Wirken
Bekkas spielte als Jugendlicher Banjo in Jil-Gruppen wie Nass El Ghiwane. Am Konservatorium für Musik und Tanz in Rabat studierte er seit 1975 klassische Gitarre und Oud. In der Gnawamusik wurde er von maâllem Ba Houmane unterwiesen. Von 1981 bis 1983 war er auf verschiedenen Posten in der Verwaltung tätig. Nach ersten Erfahrungen mit eigenen Bands in den 1980er Jahren gründete er 1990 sein Trio Gnaoua Blues Band, mit dem er versuchte, Blues und Gnawamusik aufeinander zu beziehen. In den nächsten Jahren bezog er auch Elemente des Jazz ein und spielte mit zahlreichen Jazzmusikern zusammen (Unter anderen mit Louis Sclavis, Archie Shepp, Randy Weston, Klaus Doldinger, Peter Brötzmann, Joachim Kühn oder Hamid Drake). Seit 1996 betreut er auch als einer von zwei künstlerischeren Leitern das Festival Jazz au Chellah in Rabat.
Bekkas trat auf internationalen Festivals wie WOMEX Sevilla 2003, Grenoble Jazz Festival oder Schloss Elmau als Solist, im Trio oder auch in weltmusikalischen Projekten mit großem Erfolg auf. Ramón López lud ihn 2002 ein, an seinem Tributalbum für Roland Kirk mitzuwirken. 2006 gründete er ein Trio mit Joachim Kühn und Ramón López, das im August 2013 sein fünftes Album auf ACT Music vorgelegt hat. Mit Klaus Doldinger und Passport trat er 2006 zunächst in Marokko auf, woran sich seither wiederholt Auftritte in Deutschland anschlossen. Weiterhin nahm Bekkas auch Titel mit den deutschen Jazzmusikern Chris Hinze oder Uwe Kropinski auf.

## Preise und Auszeichnungen
Mit dem Titel „Daymallah“ ist Bekkas auf der Sammel-CD Desert Blues 2 vertreten, die von führenden Musikjournalisten und -produzenten für das renommierte britische fRoots-Magazin zur besten Kompilation des Jahres 2002 gewählt wurde. 2004 erhielt er für sein Album Mogador (mit Flavio Boltro) den französischen Jazzpreis Django d’Or. Das Album Passport to Morocco von Klaus Doldingers Band Passport, an dem er als Gastmusiker und Komponist maßgeblichen Anteil hatte, erhielt 2009 aufgrund der Verkaufszahlen einen German Jazz Award. 2010 wurde Bekkas der Al-Farabi-Preis vom Comité National de la Musique in Marokko für seine Bemühungen um die marokkanische Musik verliehen.
Für sein Album Al Qantara erhielt er 2015 den Preis der Akademie Charles Cros in Frankreich, und im Februar 2020 wurde seine CD Magic Spirit Quartet vom Downbeat Magazin als Editor's Choice ausgewählt. In seinem Artikel in der Fachzeitschrift Jazz thing bezeichnet der Jazzautor Ralf Dombrowski die Musik von Bekkas und seinen Ensembles als "Ineinandergreifen der Klangkulturen".
Sein Album Magic Spirit Quartet mit jungen skandinavischen Musikern, das 2020 von ACT Music produziert wurde, war ein beachtlicher Erfolg und wurde von der internationalen Presse wie dem BBC Music Magazine, dem Jazz Journal und dem DownBeat Magazine (Editor's Choice Februar 2020) gewürdigt.
Im Oktober 2022 traten Bekkas und seine Band in den USA in Los Angeles, New Orleans und anderen Städten auf.

## Diskografische Hinweise
- African Gnaoua Blues, mit Rachid Zeroual, Khalid Kouhen, Paolo Radoni und Marc Lelangue (IglooMondo, 2001)
- Nomad Spirit, mit Abaji, Djivan Gasparian, Ramesh Shotham (Network, 2005)
- Passport to Morocco, als Gastmusiker der Band Passport mit Klaus Doldinger u. a., (Warner 2006)[15]
- Kalimba, mit Joachim Kühn und Ramón López (Act Records, 2007)
- Marula in All mit Uwe Kropinski, Michael Heupel, Aly Keïta (Morgenland Records, 2008)
- Out of the Desert, mit Joachim Kühn und Ramón López (Act Records, 2009)
- Makemba, mit Louis Sclavis, Minino Garay, Aly Keïta, Serge Marne, Abdelfettah Houssaini, Abdessadek Bounhar, Rachid el Fadli, Joseph Bessam Kouassi, (Igloo Records, 2010)
- Chalaba, mit Joachim Kühn und Ramón López (Act Records, 2011)
- Mabrouk, mit Ablaye Cissoko und Khalid Kouhen (Bee Jazz, 2013)
- Al Qantara, mit Manuel Hermia und Khalid Kouhen (Igloo Records, 2013)
- Magic Spirit Quartet, mit Goran Kajfeš, Jesper Nordenström und Stefan Pasborg (Act Records, 2020)[16]
- Gnawa World Blues (ACT, 2025), mit Nguyên Lê, Hamid Drake

## Dokumentarfilme
- 2013: Transmitting – Regie: Christoph Hübner